# Uvaroviella hypxyros
Uvaroviella hypxyros är en insektsart som först beskrevs av Nischk och D. Otte 2000.  Uvaroviella hypxyros ingår i släktet Uvaroviella och familjen syrsor. Inga underarter finns listade i Catalogue of Life.